# Margaret Cole
Margaret Isabel Postgate, coniugata Cole (6 maggio 1893 – 7 maggio 1980), è stata una politica e scrittrice inglese.
Nell'agosto del 1918 sposò George Douglas Howard Cole, insieme al quale fu autrice di numerosi libri.